# Старицьківка
Ста́рицьківка — село в Україні, в Машівському районі Полтавської області. Населення становить 315 осіб. Орган місцевого самоврядування — Старицьківська сільська рада.
Після ліквідації Машівського району 19 липня 2020 року село увійшло до Полтавського району.
На карті 1869 р. позначене як Ладижень (Ладижин). У східній частині сучасного села був хутір Магденка.

## Населення

### Мова
Розподіл населення за рідною мовою за даними перепису 2001 року:
| Мова       | Кількість | Відсоток |
| ---------- | --------- | -------- |
| українська | 297       | 94.29%   |
| російська  | 18        | 5.71%    |
| Усього     | 315       | 100%     |

## Географія
Село Старицьківка знаходиться на березі безіменної пересихаючої річечки, нижче за течією на відстані 3 км розташоване село Мале Ладижине (Полтавський район). На півночі до 2003 року межувало із селом Велике Ладижине (зняте з обліку). На річці кілька загат.

## Економіка
- ТОВ «Нектар».

## Об'єкти соціальної сфери
- Школа І ст.

## Постаті
- Литовченко В'ячеслав Григорович (1971—2016) — солдат Збройних сил України, учасник російсько-української війни.